# ユリア・ペチョンキナ
ユリア・ペチョンキナ (ロシア語: Юлия Сергеевна Печёнкина、1978年4月21日-)は、ロシアの陸上競技選手。旧姓はノソワ。女子400メートルハードルの元世界記録保持者である。また、室内の4×200mリレーでも1分32秒41の世界記録を保持している。
2001年世界選手権男子110メートルハードルで決勝進出の実績があるハードラー、エフゲニー・ペチョンキンと結婚したが、2006年に離婚している。

## 経歴
ペチョンキナが初めて臨む世界大会は、2000年シドニーオリンピックであったが、このときは準決勝で敗退している。翌年の世界選手権ではネザ・ビドゥアン（モロッコ）に次いでフィニッシュし、銀メダルを獲得した。
2003年の世界選手権直前の8月に、キム・バッテン（アメリカ）が保持していた当時の世界記録(52秒61)を大きく更新する52秒34の世界新記録を樹立した。世界選手権では優勝候補筆頭と目されていたが、ヤナ・ローリンソン（オーストラリア）らに敗れ、銅メダルであった。また、翌年のアテネオリンピックの決勝では、終盤に勝負を諦めたのか大きく失速し、8位に終わった。
2005年の世界選手権では52秒90の好タイムで優勝を果たした。この大会では4×400mリレーも制し、2冠を達成した。連覇を狙った2007年の世界選手権では、ローリンソンに再び敗れ、雪辱を果たせず銀メダルであった。
副鼻腔炎を患い、北京オリンピックおよび2009年世界選手権への出場を辞退している。世界選手権終了後の2009年9月、健康上の理由から引退を表明した。

## 主な実績
| 年   | 大会                           | 場所                       | 種目         | 結果 | 記録    |
| ---- | ------------------------------ | -------------------------- | ------------ | ---- | ------- |
| 2001 | 世界室内選手権                 | リスボン（ポルトガル）     | 4×400mリレー | 1位  | 3:30.00 |
| 2001 | 世界選手権                     | エドモントン（カナダ）     | 400mハードル | 2位  | 54.27   |
| 2001 | 世界選手権                     | エドモントン（カナダ）     | 4×400mリレー | 3位  | 3:24.92 |
| 2002 | ワールドカップ                 | マドリード（スペイン）     | 400mハードル | 1位  | 53.74   |
| 2003 | 世界室内選手権                 | バーミンガム（イギリス）   | 4×400mリレー | 1位  | 3:28.45 |
| 2003 | 世界選手権                     | パリ（フランス）           | 400mハードル | 3位  | 53.71   |
| 2003 | 世界選手権                     | パリ（フランス）           | 4×400mリレー | 2位  | 3:22.91 |
| 2004 | オリンピック                   | アテネ（ギリシャ）         | 400mハードル | 8位  | 55.79   |
| 2005 | 世界選手権                     | ヘルシンキ（フィンランド） | 400mハードル | 1位  | 52.90   |
| 2005 | 世界選手権                     | ヘルシンキ（フィンランド） | 4×400mリレー | 1位  | 3:20.95 |
| 2005 | ワールドアスレチックファイナル | モンテカルロ（モナコ）     | 400mハードル | 2位  | 53.80   |
| 2006 | ワールドカップ                 | アテネ（ギリシャ）         | 400mハードル | 1位  | 53.88   |
| 2006 | ワールドカップ                 | アテネ（ギリシャ）         | 4×400mリレー | 3位  | 3:21.21 |
| 2007 | 世界選手権                     | 大阪（日本）               | 400mハードル | 2位  | 53.50   |

## 自己ベスト
- 400m - 53秒22 (2001年7月1日)
- 400mハードル - 52秒34 (2003年8月8日)

## 注
1. ↑  ロシア語ラテン翻字: Yuliya Sergeyevna Pechonkina
2. ↑  4x200 Metres Relay Records - IAAF
3. ↑  Hurdler Pechonkina to miss Berlin - BBCスポーツ（英語）
4. ↑  Russian 400m hurdles world record holder Pechonkina hangs up spikes - ヨーロッパ陸上競技連盟（英語）